# Stade de Liga Deportiva Universitaria
Le stade de Liga Deportiva Universitaria (en espagnol : Estadio de Liga Deportiva Universitaria), plus connu comme La Casa Blanca en français : « la maison blanche », est un stade de football situé à Quito, en Équateur. 
Ce stade de 55 104 places accueille les matches à domicile de la Liga Deportiva Universitaria de Quito. Construit de 1995 à 1997, le stade est inauguré le 6 mars 1997 avec la réception de l'Atlético Mineiro de Belo Horizonte. Ce stade est le second plus grand du pays après l'Estadio Monumental Banco Pichincha de Guayaquil, et fait partie des quinze plus grands du continent. 
Depuis son inauguration, le stade a vu son club résident connaître une grande période de succès, avec six titres nationaux et quatre titres internationaux. L'équipe d'Équateur a utilisé le stade à deux reprises en 2000, au cours des qualifications pour la Coupe du monde 2002 (face au Venezuela et à la Bolivie), et y a remporté ses deux matchs.

## Événements

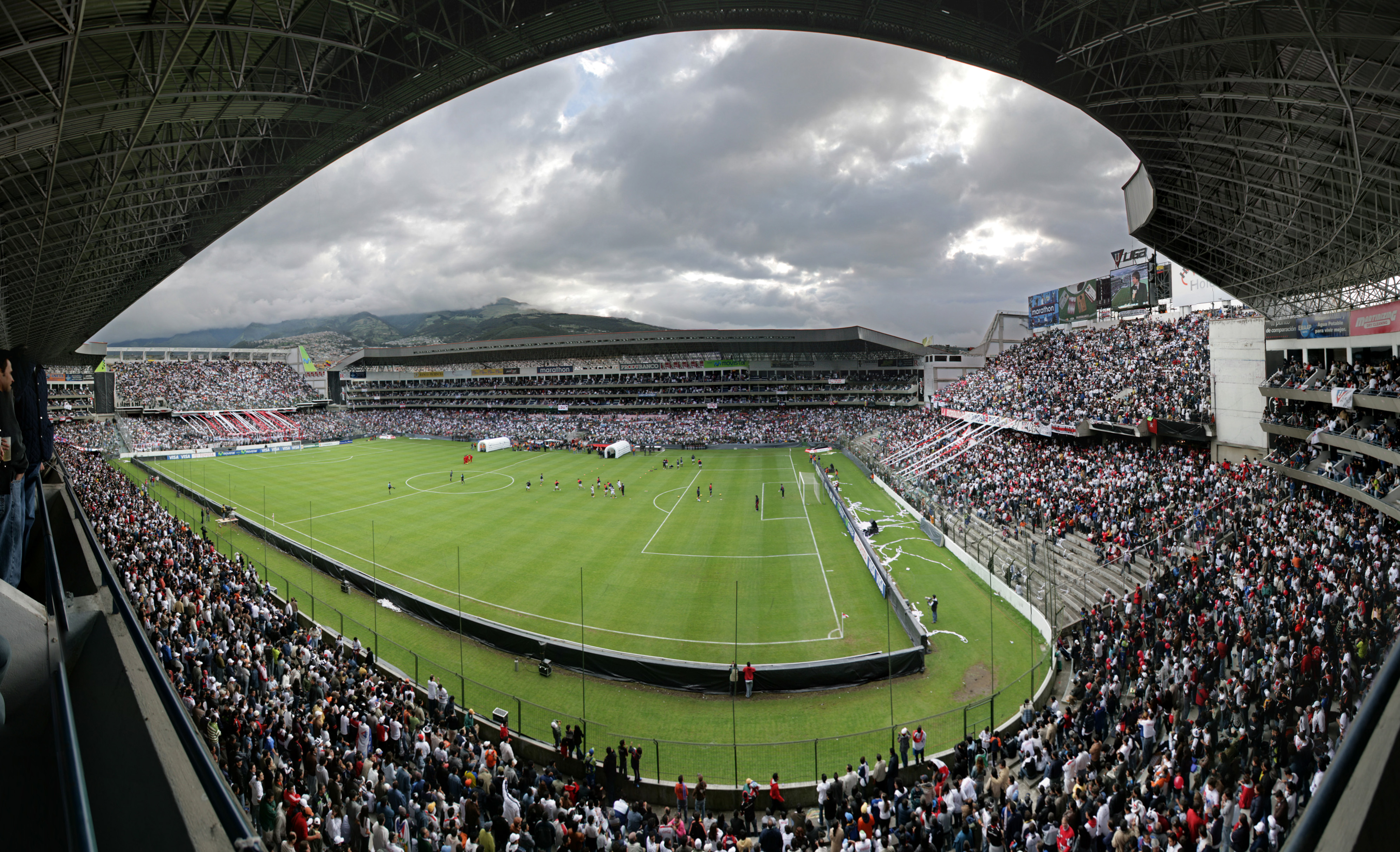
Vue panoramique du stade